# Luzoir
Luzoir és un municipi francès situat al departament de l'Aisne i a la regió dels Alts de França. L'any 2007 tenia 287 habitants.

## Demografia

### Població
El 2007 la població de fet de Luzoir era de 287 persones. Hi havia 116 famílies de les quals 28 eren unipersonals (4 homes vivint sols i 24 dones vivint soles), 48 parelles sense fills, 36 parelles amb fills i 4 famílies monoparentals amb fills.
La població ha evolucionat segons el següent gràfic:
Habitants censats

### Habitatges
El 2007 hi havia 134 habitatges, 118 eren l'habitatge principal de la família, 6 eren segones residències i 10 estaven desocupats. 133 eren cases i 1 era un apartament. Dels 118 habitatges principals, 100 estaven ocupats pels seus propietaris, 17 estaven llogats i ocupats pels llogaters i 1 estava cedit a títol gratuït; 5 tenien dues cambres, 22 en tenien tres, 36 en tenien quatre i 55 en tenien cinc o més. 78 habitatges disposaven pel capbaix d'una plaça de pàrquing. A 53 habitatges hi havia un automòbil i a 53 n'hi havia dos o més.

### Piràmide de població
La piràmide de població per edats i sexe el 2009 era:
| Homes | Edats   | Dones |
| ----- | ------- | ----- |
| 0     | 95 o +  | 0     |
| 0     | 90 a 94 | 0     |
| 0     | 85 a 89 | 4     |
| 0     | 80 a 84 | 4     |
| 8     | 75 a 79 | 4     |
| 0     | 70 a 74 | 12    |
| 8     | 65 a 69 | 4     |
| 20    | 60 a 64 | 12    |
| 16    | 55 a 59 | 12    |
| 4     | 50 a 54 | 24    |
| 12    | 45 a 49 | 0     |
| 4     | 40 a 44 | 8     |
| 12    | 35 a 39 | 4     |
| 20    | 30 a 34 | 16    |
| 4     | 25 a 29 | 0     |
| 8     | 20 a 24 | 0     |
| 12    | 15 a 19 | 8     |
| 0     | 10 a 14 | 8     |
| 8     | 5 a 9   | 4     |
| 0     | 0 a 4   | 12    |

## Economia
El 2007 la població en edat de treballar era de 183 persones, 121 eren actives i 62 eren inactives. De les 121 persones actives 115 estaven ocupades (62 homes i 53 dones) i 6 estaven aturades (4 homes i 2 dones). De les 62 persones inactives 23 estaven jubilades, 13 estaven estudiant i 26 estaven classificades com a «altres inactius».

### Ingressos
El 2009 a Luzoir hi havia 123 unitats fiscals que integraven 308 persones, la mediana anual d'ingressos fiscals per persona era de 15.217 €.

### Activitats econòmiques
Dels 4 establiments que hi havia el 2007, 1 era d'una empresa alimentària, 2 d'empreses de comerç i reparació d'automòbils i 1 d'una empresa immobiliària.
L'únic servei als particulars que hi havia el 2009 era un taller de reparació d'automòbils i de material agrícola.
L'únic establiment comercial que hi havia el 2009 era una floristeria.
L'any 2000 a Luzoir hi havia 14 explotacions agrícoles que ocupaven un total de 318 hectàrees.

## Poblacions més properes
El següent diagrama mostra les poblacions més properes.